# Jan de Bray

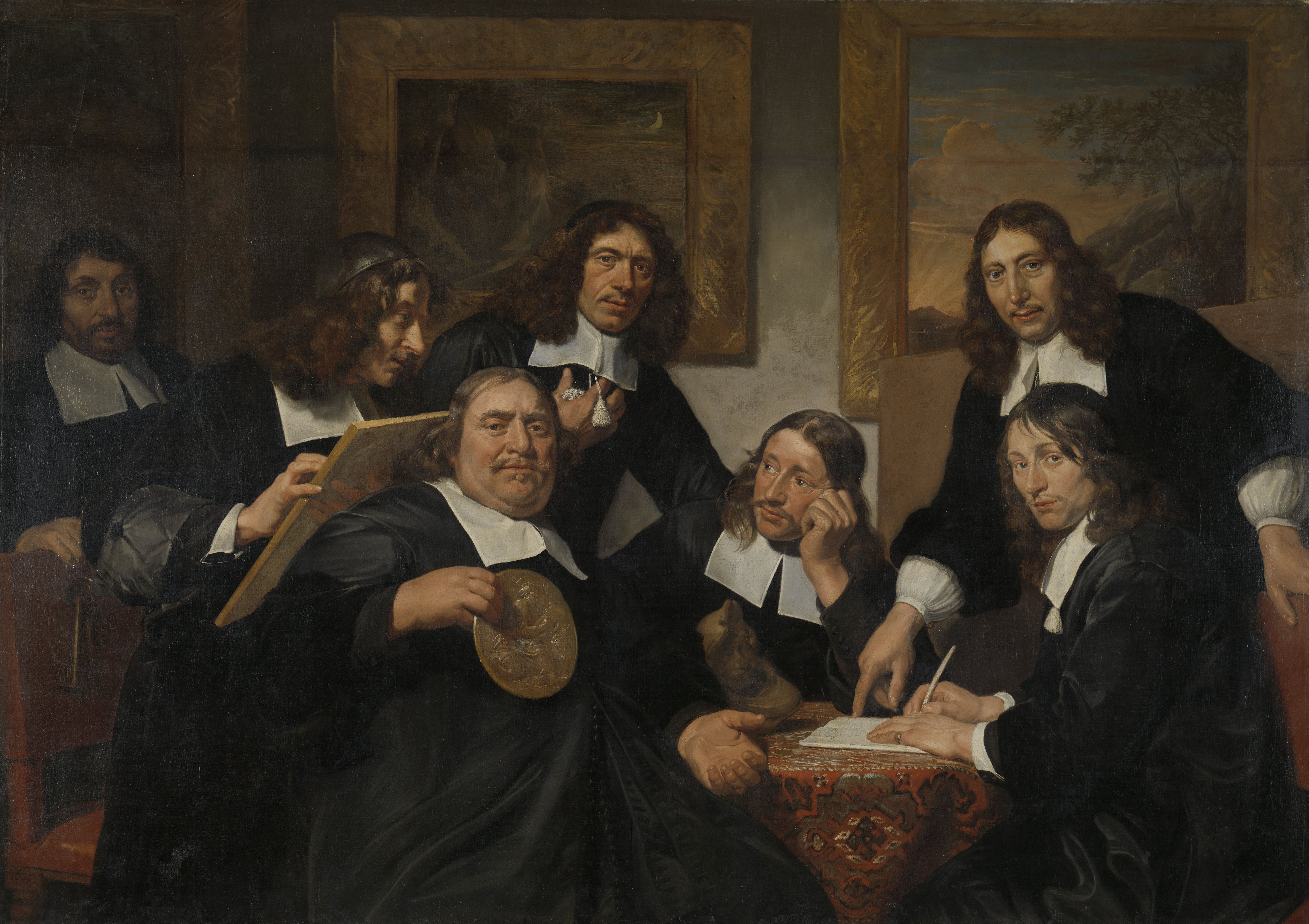
Los gobernadores de la guilda de San Lucas de Haarlem, 1675, óleo sobre lienzo, 130 x 184 cm, Ámsterdam, Rijksmuseum. Jan de Bray, segundo por la izquierda, habría colaborado en este retrato colectivo con Jan van Gothing, su hermano Dirck de Bray, de pie, a la derecha, y Jan de Jongh, sentado.

Jan Salomonsz. de Braij o  Bray  (Haarlem, c. 1627-Ámsterdam, 1697) fue un pintor barroco neerlandés, hijo de Salomon de Bray. 
Formado presumiblemente con su padre, el trabajo más temprano que se le conoce es un dibujo fechado en 1648. Entre 1663 y 1664 fallecieron a causa de la peste sus padres y cuatro de sus hermanos. A partir de 1667, cuando desempeñó el cargo de vinder o administrador, ocupó diversos puestos de responsabilidad en la guilda de San Lucas de Haarlem, de la que fue decano por última vez en el curso 1684-1685. Estuvo casado tres veces, con mujeres de elevada posición social y se vio envuelto en pleitos con sus respectivas familias por las herencias. En 1689 fue a la quiebra y se trasladó a Ámsterdam, a cuyo ayuntamiento había presentado un ambicioso proyecto para la construcción de un embalse. Falleció en Ámsterdam en 1697 y fue enterrado en la iglesia de San Bavón de Haarlem el 4 de abril.
De familia católica, Jan de Bray fue pintor de cuadros de historia con sus temas tomados tanto de la Biblia y de la mitología clásica como de la antigüedad grecorromana, sirviéndose en ocasiones como modelos de los miembros de su familia y de sí mismo, como en el llamado Banquete de Antonio y Cleopatra o Retrato de Salomon de Bray y Anna Westerbaen como Marco Antonio y Cleopatra rodeados de su familia (Hampton Court Palace, Royal Collection y Manchester, Courrier Museum of Art) o la Pareja representada como Ulises y Penelope (1668, The Speed Art Museum, Louisville, Kentucky) en la que se ha visto una alegoría de su matrimonio con María van Hees, retratados al gusto historicista. Como retratista, tanto en retratos individuales como de grupo, recibió importantes encargos del ayuntamiento de Haarlem y de las instituciones de la ciudad, entre ellos el Retrato de los regentes del asilo y el de las institutrices, fechado en 1664, conservados ambos en el Frans Hals Museum de Haarlem.